# Pauline Martin (volley-ball)
Pour les articles homonymes, voir Martin et Pauline Martin.
Pauline Martin, née le 20 octobre 1995 à Montpellier (Hérault), est une volleyeuse internationale française évoluant au poste de centrale.
Joueuse professionnelle depuis 2014 et son arrivée au Béziers Volley, elle mesure 1,88 m et joue pour l'équipe de France depuis 2016.
Lors de la saison 2021-2022, elle remporte le doublé Championnat-Coupe de France avec Le Cannet.

## Biographie

### Formation et famille
Originaire de Montpellier, elle commence la pratique du volleyball à l’âge de 7 ans au sein du pôle local de l'ASBAM avant de rejoindre le club voisin de l’Arago de Sète puis de suivre la filière classique : Pôle Espoirs de Boulouris, Institut fédéral de Toulouse et sélections nationales jeunes. 
Pauline Martin est également issue d'une famille de volleyeurs. Son père est un ancien pensionnaire du monde professionnel, international français et joueur dans différents clubs, — à l'Arago de Sète notamment — tandis que sa mère atteint comme meilleur niveau le Championnat de France de Nationale 1,. Enfin, sa sœur cadette Clara Martin — née en 1999 —, est aussi une joueuse professionnelle de la discipline, évoluant en deuxième division dans le club de Bordeaux-Mérignac,.

### Carrière en club
Elle commence sa carrière professionnelle en s'engageant avec le Béziers Volley en 2014, club où elle change de poste en passant de réceptionneuse-attaquante à centrale. Elle déclare sur ce choix : « Au départ, j’avais un double profil : centrale en équipe de France, ailière le reste de l’année. Mais quand je suis arrivée à Béziers, il y avait une grosse concurrence en "récep-attaq", avec notamment Hélène Schleck, des Brésiliennes, des Italiennes, je me suis dit que je pouvais avoir plus de temps de jeu au centre, j’ai changé la deuxième année, Béziers était intéressé par une centrale, ils m’ont fait confiance, je me suis depuis fixée à ce poste ». En quatre saisons avec Les Angels, elle termine finaliste de la Coupe de France en 2017 et découvre la Ligue des champions. Elle décide ensuite de changer d'horizon et s’engage avec le Pays d'Aix Venelles où elle connaît une première saison quasiment blanche à la suite d'une grave blessure survenue lors d’un match avec l’équipe de France en juin 2017. Durant cette période d’indisponibilité, elle valide sa première année de Master en préparation physique et réathlétisation. Engagée par la suite avec le club de Mougins, elle est reléguée avec celui-ci en Championnat Élite à l’issue de l’exercice 2020/2021. La saison suivante, elle signe pour le club du Volero Le Cannet, 4e au classement du dernier championnat. Le 2 avril 2022, elle remporte la Coupe de France après une nette victoire de son équipe en finale, par 3 set à 1 face au RC Cannes, sans toutefois entrer en jeu.

### En sélection
Elle fait ses débuts en équipe de France A à l’été 2016. En juin 2017, et alors qu'elle vient tout juste d’être promue capitaine de la sélection, elle est victime d'une rupture des ligaments croisés du genou gauche lors d'un match de Ligue européenne disputé à Nantes et doit faire face à une longue période d'indisponibilité.
Lors de son retour, à la fin de la saison 2017/2018, elle affirme sa conviction sur le groupe désormais dirigé par Émile Rousseaux : « J’ai toujours eu confiance, on n’a peut-être pas la même culture volley que d’autres pays, mais on a un collectif avec des filles qui ont des qualités et tous les moyens sont mis pour que nous puissions exploiter ces qualités au maximum ». L'année suivante, elle figure dans la liste des 14 joueuses appelées  par le sélectionneur Émile Rousseaux pour l'Euro 2019 en Turquie, où elle vit à 23 ans sa première expérience d'une grande compétition internationale. Les Françaises sont éliminées dès le premier tour.

## Clubs
- Béziers Volley (2014–2018)
- Pays d'Aix Venelles (2017–2019)
- Mo Mougins (2019–2021)
- Volero Le Cannet (2021–2022)
- Saint-Raphaël Var (2022–2023)
- AS Monaco (2023–)

## Palmarès
- Championnat de France (2) :
  - Vainqueur en 2018, 2022.

- Coupe de France (1) :
  - Vainqueur en 2022.
  - Finaliste en 2017, 2018.

- Championnat de France de Nationale 2 (1) :
  - Vainqueur en 2024.

### Distinctions individuelles
- 2016-2017 : Coupe de France — Meilleure centrale

## Autres activités
Pauline Martin est aussi une joueuse de beach-volley, participant à des compétitions nationales et internationales. En binôme avec Lisa Menet-Haure, elle termine à la quatrième place du Championnat du monde 2011 des moins de 19 ans se déroulant à Umag en Croatie. Elle joue également par la suite en duo avec Margaux Carrère, Manon Rebuffel et Anastasia Koutchouk entre 2013 et 2014.